# 血色樱花
《血色樱花》，又名《乱世情缘》，沈雷执导，黄海冰、乔振宇、李曼、穆婷婷主演的电视剧，2012年上映。

## 播出时间
| 頻道             | 所在地   | 日期          | 時間  |
| 陕西新闻综合频道 | 中国大陆 | 2012年7月19日 |       |
| 南宁新闻综合频道 | 中国大陆 | 2013年10月4日 | 20:35 |

## 剧情
该剧讲述1937年中国抗日战争之际，上海市的青年男女在乱世中的爱情友情亲情和家国情怀。

## 演出
| 演员     | 角色     | 备注 |
| 黄海冰   | 方云天   |      |
| 乔振宇   | 高文轩   |      |
| 李曼     | 沈如画   |      |
| 穆婷婷   | 川岛云子 |      |
| 刘永     | 川岛雄一 |      |
| 周绍栋   | 高信义   |      |
| 姚建明   | 沈富贵   |      |
| 王杨美子 | 霍曼丽   |      |
| 张弓     | 杜宇     |      |
| 李佑安   | 黄博然   |      |
| 高凯元   | 平川     |      |

## 曲目
- 主题曲，《爱过别后悔》
- 片尾曲，《一世情缘》

## 花絮
电视剧背景是抗日战争时期的上海。